# محمد اسلام محمدی
محمد اسلام محمدی (زاده: ۱۳۱۶ ولسوالی روی دوآب، ولایت سمنگان) سیاست‌مدار افغانستانی و نماینده مردم سمنگان در دوره پانزدهم مجلس نمایندگان افغانستان بود.

## زندگی‌نامه
محمد اسلام محمدی متولد ۱۳۱۶ از ولسوالی روی دوآب ولایت سمنگان افغانستان بود. وی دارای تحصیلات دینی بود.

## دیگر فعالیت‌ها
- والی بامیان.[۱]
- مدرس علوم دینی در ولسوالی‌های روی دو آب و کهمرد.[۱]
- وزیر تحقیقات علمی در حکومت مجاهدین در پیشاور.[۱]

## ترور
وی در یک حمله تروریستی در سال ۱۳۸۵ در کابل کشته شد.